# Арома-Парк (Іллінойс)
Арома-Парк (англ. Aroma Park) — селище (англ. village) в США, в окрузі Канкакі штату Іллінойс. Населення — 664 особи (2020).

## Географія
Арома-Парк розташована за координатами 41°4′23″ пн. ш. 87°48′38″ зх. д. / 41.07306° пн. ш. 87.81056° зх. д. (41.073010, -87.810464).  За даними Бюро перепису населення США в 2010 році селище мало площу 5,49 км², з яких 4,81 км² — суходіл та 0,68 км² — водойми.

## Демографія
Згідно з переписом 2010 року, у селищі мешкали 743 особи в 286 домогосподарствах у складі 192 родин. Густота населення становила 135 осіб/км².  Було 306 помешкань (56/км²).
Расовий склад населення:
| - 89,5 % — білих - 4,2 % — чорних або афроамериканців - 0,3 % — корінних американців - 0,1 % — азіатів - 4,7 % — осіб інших рас |

До двох чи більше рас належало 1,2 %. Частка іспаномовних становила 8,3 % від усіх жителів.
За віковим діапазоном населення розподілялося таким чином: 24,1 % — особи молодші 18 років, 59,3 % — особи у віці 18—64 років, 16,6 % — особи у віці 65 років та старші. Медіана віку мешканця становила 39,9 року. На 100 осіб жіночої статі у селищі припадало 103,0 чоловіків;  на 100 жінок у віці від 18 років та старших — 100,7 чоловіків також старших 18 років.
Середній дохід на одне домашнє господарство  становив 62 460 доларів США (медіана — 55 938), а середній дохід на одну сім'ю — 68 244 долари (медіана — 65 093). Медіана доходів становила 43 750 доларів для чоловіків та 29 750 доларів для жінок. За межею бідності перебувало 9,4 % осіб, у тому числі 11,9 % дітей у віці до 18 років та 0,0 % осіб у віці 65 років та старших.
Цивільне працевлаштоване населення становило 317 осіб. Основні галузі зайнятості: виробництво — 18,0 %, освіта, охорона здоров'я та соціальна допомога — 17,4 %, роздрібна торгівля — 17,0 %.